# Moisasurs Zauberfluch
Moisasurs Zauberfluch ist ein Zauberspiel in zwei Aufzügen von Ferdinand Raimund. Die Uraufführung fand am 25. September 1827 als Benefizveranstaltung für den Dichter im Theater an der Wien statt.

## Inhalt
Als Alzinde, die Königin des Diamantenreiches, Nachricht vom Schlachtensieg ihres Gemahls erhält, lässt sie aus Dankbarkeit dafür den Tempel des Dämons Moisasur zerstören und an seiner Stelle einen Tempel der Tugend errichten. Erzürnt darüber verflucht Moisasur das Reich und seine Königin:
„Dein Volk, die Diener deines Hofs, wem Blut nur in den Adern kreist, Mensch oder Tier, das steh' erstarrt und wandle sich in Stein!“ (Erster Aufzug, dritte Szene)
Alzinde selbst wird in ein altes Weib verwandelt und in ein fernes Land verbannt. Der Fluch kann nur beendet werden, wenn sie in den Armen des Todes Freudentränen weint.
Alzinde findet sich auf einer Alpe wieder, wo Gluthahns Besitz liegt. Sein Weib Trautel quält er mit Grobheit („Vor dreißig Jahren hat s' mich einmal um fünf Gulden betrogen, das vergiß ich ihr noch nicht.“), er verweigert ihr trotz schwerer Krankheit die Hilfe des Baders. Als Alzinde in der Gestalt des alten Weibes kommt, verjagt er sie brutal von seinem Hof:
„Was unterstehst du dich, an meiner Tür willst du da sterben? A solche Ungelegenheit, daß ich dich noch begraben lassen könnt'; gehst hinunter übern Berg und schaust dich im ein Platzel um, wost' hinwerden kannst.“ (Erster Aufzug, neunte Szene)
Die Unglückliche findet Unterschlupf bei einer armen Steinbrecherfamilie. Als jedoch Gluthahn bemerkt, dass sie Diamanten weint, entführt er sie:
„Das Weib laß' ich nicht aus, mein Herz ist z' gut, die nehm' ich auf.“ (Erster Aufzug, elfte Szene)
Inzwischen lässt der Genius der Tugend Hoanghu im Traum Alzindes Los und das seines Reiches sehen. Hoanghu schwört, für die Rettung seiner Gattin jedes Opfer zu bringen.
Gluthahn will Alzinde wegen ihrer diamantenen Tränen an den Juwelierhändler Rossi verkaufen. Dieser durchschaut aber Gluthahns Bösartigkeit und lässt beide zum Gericht bringen. Der Bauer klagt über diese „Ungerechtigkeit“:
„So kommt man mit sein' guten Herzen an!“ (Zweiter Aufzug, fünfte Szene)
Mirzel und Hans sagen gegen Gluthahn aus und berichten, Trautel sei verstorben. Doch Gluthahn zeigt auch jetzt nur Selbstmitleid:
„Das ist ein Leichtsinn ohnegleichen; stirbt das Weib und ist kein Mensch im Haus. Jetzt tragen sie mir das ganze Geld davon.“  (Zweiter Aufzug, dreizehnte Szene)
Er wird eingesperrt, aber auch Alzinde als Hexe verurteilt und in den Kerker geworfen. Der Genius der Vergänglichkeit erscheint Alzinde, zeigt ihr das Jenseits und Alzinde ist bereit, ihm zu folgen. Im letzten Moment können der Genius der Tugend und Hoanghu sie zurückhalten. Hoanghu bietet als Preis für Alzinde die bessere Hälfte seines eigenen Lebens an. Als Alzinde das vernimmt, vergießt sie Freudentränen im Angesicht des Todes. Dadurch ist der Fluch gebrochen, Alzinde und Hoanghu werden in ihr wieder erlöstes Reich zurückversetzt und der Genius der Tugend verbannt Moisasur für immer:
Seht, schon zieht aus euren Landen – donnernd Moisasurs Geist.
Ihr seid frei von seinen Banden – eure Königin hier preist! (Zweiter Aufzug, achtzehnte Szene)

## Werksgeschichte
In der Reihenfolge der Entstehung ist dieses Werk das fünfte Raimunds, in der Reihenfolge der Aufführungen allerdings das vierte, da Die gefesselte Phantasie zwar schon am 24. September 1826 fertig wurde, aber zwei Jahre lang liegenblieb und Moisasurs Zauberfluch deshalb früher auf die Bühne kam. Es war somit Raimunds erstes aufgeführtes ernstes Bühnenwerk, das er deshalb auch nicht dem auf Komödien und Parodien spezialisiertem Theater in der Leopoldstadt anvertrauen wollte, sondern damit zu Direktor Carl Carls Theater an der Wien ging.
Der Titel des Stückes war für die Publikums-Erwartungen eher missverständlich, denn er signalisierte eines der vielen parodistischen Zauberspiele des Alt-Wiener Volkstheaters. Die Fabel hatte Raimund selbst erfunden, eine direkte literarische Vorlage ist nicht bekannt. Möglicherweise war ihm die Alkestis-Bearbeitung von Christoph Martin Wieland (1733–1813) bekannt und er hat die Rolle der Alkeste auf Alzinde übertragen. Eine andere Möglichkeit wäre Josef Alois Gleichs Stück Der Geist der Vernichtung und der Genius des Lebens, doch auch dafür gibt es keine Belege.

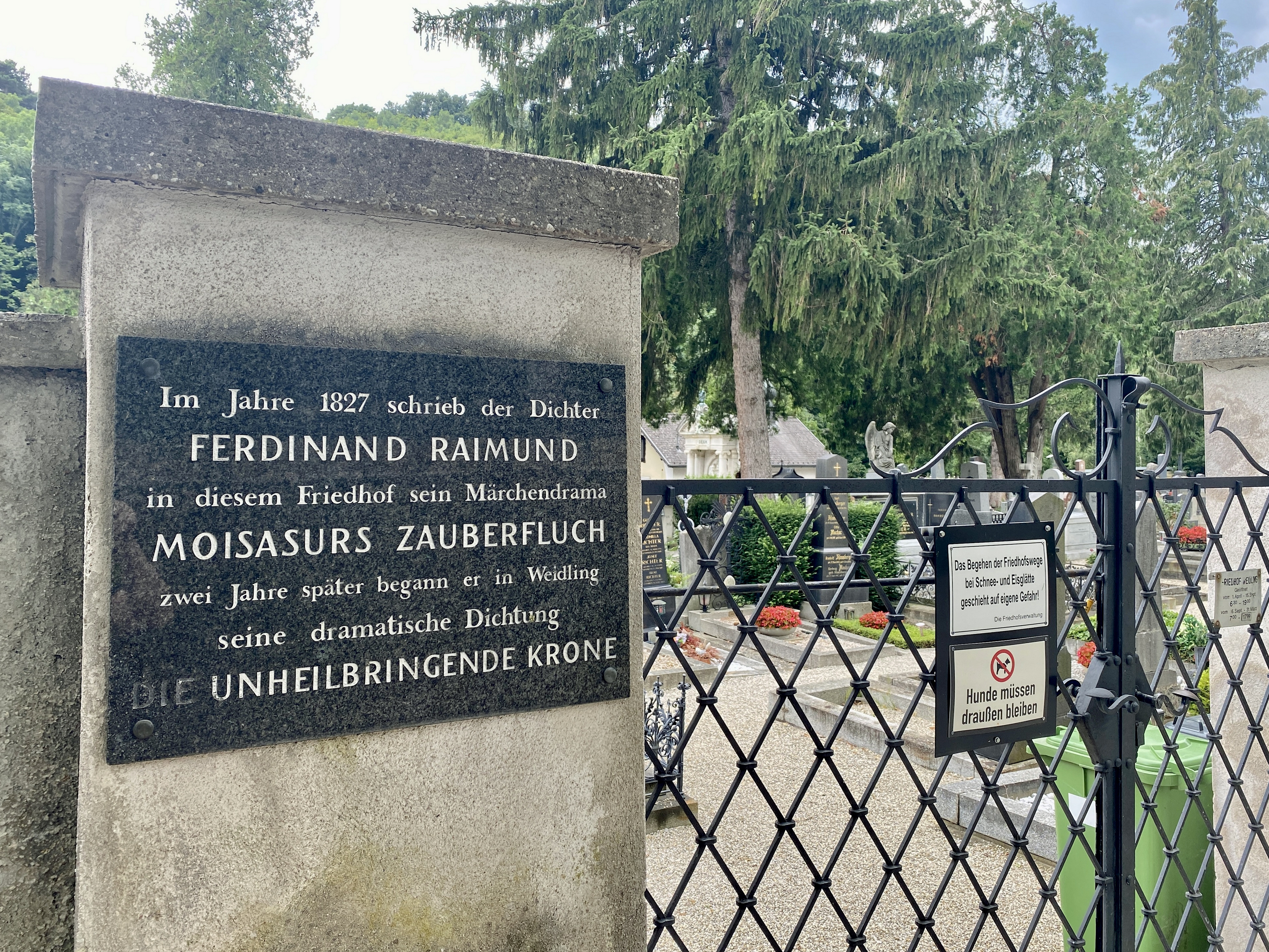
Gedenktafel zu Moisasurs Zauberfluch auf dem Weidlinger Friedhof

Raimund schrieb das Stück im Frühjahr 1827 – den zweiten Akt begann er auf dem Weidlinger Friedhof bei Klosterneuburg – und war bemüht, dabei das Erhabene nicht, wie er es früher gemacht hatte, durch Parodie abzuschwächen. Keine komisch verfremdeten Zeitgenossen, keine gemütlichen Anspielungen auf Wiener Verhältnisse kommen mehr vor. Das Werk zerfällt in zwei streng getrennte Teile: einerseits in das stilisierte Reich der Dämonen und Helden, andrerseits in ein realistisch gezeichnetes Menschenland. Dass sich der Dichter im Volkstümlichen viel natürlicher ausdrückt, als im stilisiert-pathetischen Sprachstil, haben schon seine Zeitgenossen erkannt und beklagt. Nicht weniger als vier Ehepaare unterschiedlicher Art hat der Dichter eingeführt, um das Problem der Gattentreue zu veranschaulichen: das brutale Verhältnis zwischen Gluthahn und Trautel, die sinnliche Liebe zwischen Hans und Mirzel, das Rüpelpaar Karambuco und Ossa und schließlich die geistige Liebe zwischen Hoanghu und Alzinde.
Ein Theaterzettel der zweiten Aufführung ist erhalten: Direktor Carl Carl spielte selbst den Gluthahn. Drei Jahre nach der Premiere übernahm Raimund erstmals die Rolle des Gluthahn; denn da er zur Zeit der Uraufführung in Wien vor allem als Lokalkomiker bekannt war, fürchtete er – wohl nicht zu Unrecht –, sein Auftritt schon 1827 hätte den von ihm erhofften Ernst und Sinn des Dramas gefährdet.
Das Stück wurde zweimal recht erfolglos parodiert:
- Karl Meisl schrieb Moisasuras Hexenspruch (Musik ebenfalls von Wenzel Müller), eine Szene-für-Szene-Kopie von Raimunds Original mit einer komischen Hauptdarstellerin, die eine Parodie auf die Spielweise der Therese Krones lieferte;
- Heinrich Joseph Adami und Heinrich Börnstein verfassten Monsieur Asurs sauberer Fluch, das wegen seiner grobschlächtigen Gemeinheit ausgezischt wurde.[13][14]

## Zeitgenössische Rezeption
In einem Brief schrieb Ernst von Feuchtersleben (1806–1849), der Freund Schuberts, Schwinds, Grillparzers, Stifters, Schobers und Hebbels und Anreger des österreichischen Biedermeiers, ein Urteil über die Wirkung dieses Werkes auf Raimunds Zeitgenossen:
„Ist der Titel etwas burlesk, so ist das Werk umso erhabener. Die Allegorie des Stückes rührt an die geheimsten Töne des Daseins, und es erklingen welche, die noch nie gehört worden sind. Die tragische Wirkung, auch aufs nichtdenkende Publikum, ist wunderbar. Nach Shakespearescher Art ist dem Stück auch eine komische Person (doch im tragischen Sinne) beigegeben. Die ist das minder Gelungene.“
So war die Premiere zwar ein großer Erfolg, auch zu Raimunds Lebzeiten wurde es noch gespielt, ein dauerhafter bis in die neuere Zeit stellte sich allerdings nicht ein.
Als Reaktion auf die Popularität des Stückes entstanden mehrere Musikstücke. Anton Diabelli komponierte "Moisasur's deutsche Tänze", Philipp Jakob Riotte "Moisasurs-Galoppe" und Joseph Lanner einen "Moisasur-Walzer".

## Spätere Interpretationen
Nach Rudolf Fürst ist der naturalistische Teil des Stückes, Alzindes Erlebnisse in der Menschenwelt, schlechtweg eine Epoche in der Bauernmalerei. Gluthahn werde, im Unterschied zum traditionell typisch stilisierten Parvenü Fortunatus Wurzel in Das Mädchen aus der Feenwelt, als typischer Bauer,
„hartherzig, knickerig, blind versessen auf Gewinn, listig und doch dummdreist und plump in seinen Mitteln, heuchlerisch und ewig auf sein ‚gutes Herz‘ pochend,“
beschrieben, seine Frau Trautel folgerichtig als geplagtes, getretenes Bauernweib gezeichnet.
Auch Kurt Kahl stellt fest, dass dieses Stück in den realistischen Szenen weit über Das Mädchen aus der Feenwelt hinausgehe, der Dichter gebe hier eine Schilderung der bäuerlichen Wirklichkeit, die erst bei Ludwig Anzengruber wieder derart vorkomme. Die Sozialproblematik erinnere teilweise an Gerhart Hauptmann, das märchenhaft-pathetische zeichne erhabene, nahezu dem Burgtheater angemessene Bilder und Charaktere.
Franz Hadamowsky bestätigt, dass Raimund mit diesem Stück konsequent seinen Weg zum hohen Drama weitergegangen sei. Allegorien und Symbole nehmen breiten Raum ein: der Tugend, personifiziert durch den Genius und dessen Helfer Ariel (der Name erinnert an Shakespeares Bühnengestalt im Drama Der Sturm), steht das Böse, ebenfalls personifiziert als Moisasur, dem Dämon des Üblen, gegenüber. Im Gegensatz zu Beethovens der Forderung nach Freiheit und Menschenwürde gemäß den Idealen der französischen Revolution verpflichteten Fidelio werde die opferbereite Liebe zum Gatten bei Raimund durch barocke Allegorik überdeckt.
Bei Hein/Mayer ist zu lesen, dass Moisasur in seiner Person die Natur als dämonische Macht verkörpere, sein irdisches Gegenstück sei Gluthahn, der als Spiegelfigur deshalb auch keinem Besserungsprozess unterzogen werde, sondern seine Rolle konsequent bis zum Schluss behalte. Das Stzück demonstriere den Sieg des Guten, der Tugend in allen Lebensbereichen, der zwar nie im Zweifel stehe, aber stets neu erkämpft werden müsse.